# ハーレイ・クイン・スミス
ハーレイ・クイン・スミス（Harley Quinn Smith、1999年6月26日 - ）は、アメリカ合衆国の女優。
ニュージャージー州モンマス郡レッド・バンク出身。父は映画監督のケヴィン・スミス。名前の由来は『バットマン』の悪役ハーレイ・クインから。
主に父・ケヴィン・スミス監督の映画作品に出演している。また、ジョニー・デップとヴァネッサ・パラディの娘リリー＝ローズ・デップとは親友であり、『Mr.タスク』、『コンビニ・ウォーズ バイトJK VS ミニナチ軍団』で共演している。

## 主な出演作品
- ジェイ&サイレント・ボブ 帝国への逆襲 Jay and Silent Bob Strike Back (2001)
- 世界で一番パパが好き! Jersey Girl (2004) クレジットなし
- クラークス2/バーガーショップ戦記 Clerks II (2006)
- Mr.タスク Tusk (2014)
- コンビニ・ウォーズ バイトJK VS ミニナチ軍団 Yoga Hosers (2016)
- ワンス・アポン・ア・タイム・イン・ハリウッド Once Upon a Time in Hollywood (2019)
- クラークス3 Clerks III（2022）